# Erik Årsäll
Erik Årsäll mohl být králem Švédska, jeho historická existence je ovšem zpochybňována. Jeho vláda je někdy odhadována na konec 11. století, jindy až na dobu po roce 1120, kritičtí historici ale mají za to, že jde o legendární jméno z 10. století.
Mohl být synem pohanského švédského krále Blot-Svena stejně jako on vykonávat oběti. Neobjevuje se však v žádných švédských či dánských důležitých zdrojích.
Erik je některými neověřitelnými zdroji zmiňován jako otec či děd Sverkera I., což naznačuje, že jeho skutečné jméno (nebo jeho otce) mohlo být Kol nebo Cornube. Jméno Eric Årsäll by ho v tom případě popisovalo jako „krále, během jehož vlády byly dobré sklizně“.